# Король, Игорь Евгеньевич
Игорь Евгеньевич Король (укр. Ігор Євгенович Король; 26 августа 1971, Донецк, Украинская ССР, СССР) — украинский футболист, который играл на позициях защитника и полузащитника.

## Биография
Игорь Король родился в Донецке в семье футболиста Евгения Короля. Там же и начал делать первые шаги в большой футбол. В 1992 году дебютировал в любительском чемпионате Украины в составе донецкого «Гаранта», а уже через месяц защищал цвета харцызского «Силура», выступавшего в переходной лиге чемпионата Украины. В составе клуба Король провёл около года, после чего транзитом через константиновский «Металлург» перешёл в тернопольскую «Ниву», где стал стабильным игроком основы, сыграв полтора сезона.
В апреле 1996 году Король дебютировал в составе донецкого «Металлурга». Вместе с дончанами он получил «золото» первой лиги и путевку в высший дивизион. В 1998 году Король отправился в Россию, где защищал цвета калининградской «Балтики», за которую в чемпионате дебютировал 22 июля в выездном матче 17-го тура против сочинской «Жемчужины», выйдя с первых минут и удостоившись жёлтой карточки. За полгода провёл лишь 5 матчей в чемпионате, после чего снова вернулся в Донецк. В сезоне 2000/2001 защищал цвета хмельницкого «Подолья», «Машиностроитель» Дружковка и ФК «Винница». Закончил карьеру выступлениями за ивано-франковское «Прикарпатье» в 2003 году. Позже некоторое время работал тренером в академии донецкого «Олимпика», и с юношами в другом донецком клубе — «Металлурге».
В 2023 году возглавил донецкий «Шахтёр», выступающий в Кубке Содружества.

## Достижения
«Металлург» (Донецк)
- Победитель Первой лиги Украины: 1996/97